# Jevgenij Preobrazjenskij
Jevgenij Aleksejevitj Preobrazjenskij, född 15 februari 1886 i Bolchov, död 13 juli 1937 i Moskva, var en rysk sovjetisk politiker.
Preobrazjenskij organiserade sig redan vid 15 års ålder i hemliga socialdemokratiska cirklar vid läroverket och innehade 1917–1920 flera höga poster inom bolsjevikpartiet. Anhängare till Lev Trotskij från 1920 försvarade han fackföreningarnas förstatligande och utarbetade en ekonomisk teori som underlag för oppositionen mot bolsjevikpartiets härskande politik, varför han 1927 uteslöts ur partiet. År 1929 intogs han än en gång för att dock senare på nytt uteslutas. Preobrazjenskij avrättades i samband med den stora utrensningen.
Preobrazjenskij författade flera nationalekonomiska skrifter, bland annat tillsammans med Nikolaj Bucharin Kommunismens ABCD (1920, svensk översättning 1921).